# Bosjeskerk
De Sint-Antonius van Paduakerk, beter bekend als de Bosjeskerk (of Boschjeskerk), was een rooms-katholieke kerk in Rotterdam.

## Geschiedenis
De Bosjeskerk werd in 1866 gebouwd iets ten noorden van het Boschje, dat lag bij de splitsing van wat sinds 1949 het Pompenburg heet en de Goudsesingel. Het was de eerste kerk die door Evert Margry, een leerling van Pierre Cuypers, werd gebouwd. Margry ontwierp een grote driebeukige kruiskerk in de voor deze tijd kenmerkende neogotische stijl. Het oorspronkelijke ontwerp had ook een hoge klokkentoren, maar die is nooit gebouwd.
Bij het bombardement op Rotterdam op 14 mei 1940 werd de Bosjeskerk verwoest. In 1954 werd aan de Hofdijk ten oosten van het pand waarin destijds de Rijksautmobielcentrale (RAC) gevestigd was en tegenwoordig het Stadsarchief (voorheen Gemeentearchief geheten) gevestigd is, een nieuwe kerk gebouwd, de Antonius en Rosaliakerk. Deze kerk werd in 1991 alweer afgebroken.

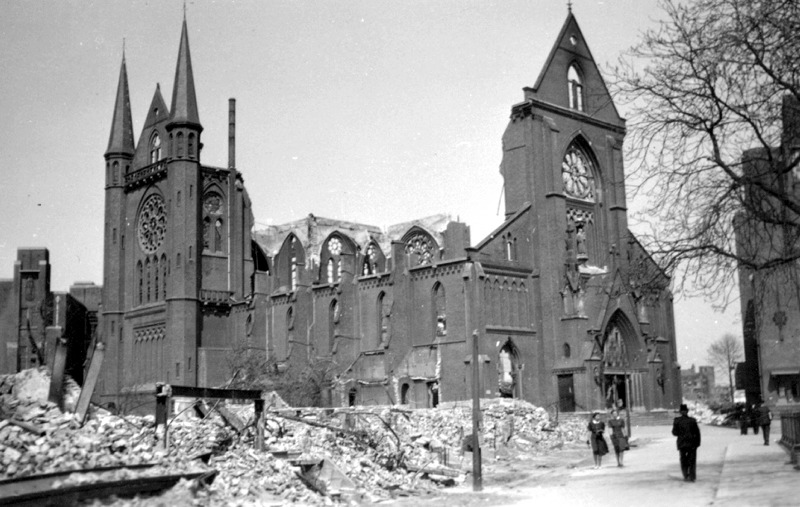
De verwoeste Bosjeskerk in 1940

Allerheiligst Hart van Jezuskerk ·
Allerheiligste Verlosserkerk ·
Andreaskerk ·
Anglicaanse kerk Rotterdam ·
Arminiuskerk ·
Bergsingelkerk ·
Boezemsingelkerk ·
Bosjeskerk · 
Breepleinkerk ·
Deense Zeemanskerk ·
Engelse Zeemanskerk ·
Franse kerk ·
Grieks-orthodoxe kathedraal van Sint-Nicolaas ·
Grote kerk ·
Hillegondakerk ·
Hoflaankerk ·
Julianakerk ·
HH. Laurentius- en Elisabethkathedraal ·
 Koninginnekerk ·
Lourdeskerk ·
Lutherse kerk ·
Maranathakerk ·
Nieuwe Zuiderkerk ·
Noorse Zeemanskerk ·
Oosterkerk ·
Oude kerk Charlois ·
Oude of Pelgrimvaderskerk ·
Paradijskerk ·
Pauluskerk ·
Petrus' Bandenkerk ·
Putsepleinkerk ·
Russische-orthodoxe kerk Rotterdam ·
St. Mary's Church (Engelse kerk) ·
Schotse Zeemanskerk ·
Sint-Agathaklooster ·
Sint-Hildegardis en Antoniuskerk ·
Sint-Ignatiuskerk ·
Sint-Laurenskerk ·
Sint-Lambertuskerk ·
Sint-Rosaliakerk ·
Stieltjeskerk ·
Synagoge Boompjes ·
Waalse Kerk ·
Westerkerk ·
Wilhelminakerk ·
Zuiderkerk ·
Zweedse Zeemanskerk